# Renealmia polyantha
Renealmia polyantha är en enhjärtbladig växtart som beskrevs av Karl Moritz Schumann. Renealmia polyantha ingår i släktet Renealmia och familjen Zingiberaceae. Inga underarter finns listade i Catalogue of Life.